# Seacoast United Mariners
Seacoast United Mariners, é uma agremiação esportiva da cidade de Scarborough, Maine.  Atualmente disputa a National Premier Soccer League. O clube é uma subdivisão do Seacoast United Soccer Club.

## História
Fundada em 2011, o Seacoast United Mariners é uma subdivisão do Seacoast United Soccer Club, uma academia de futebol com diversos times nos estados de Nova Hampshire, Maine e Massachusetts. Seus principais times são o Seacoast United Phantoms, da NPSL,  o time de mesmo nome, Seacoast United Phantoms, que disputa a PDL, e o próprio Seacoast United Mariners.
A primeira temporada da equipe na NPSL foi em 2012, e entre 2012 e 2016 a equipe não passou da primeira fase da competição.